# Louis Félix Delarue
Louis-Félix Delarue, nacido el 19 de octubre de 1730 en París donde falleció el 24 de junio de 1777, fue un dibujante y escultor francés.
Hermano menor de  Philibert-Benoît de La Rue, fue alumno de Lambert Sigisbert Adam.
Premiado con el prestigioso Premio de Roma en 1750, obtuvo el grado requerido para ser alumno de escultura en la Académie de Rome el 7 de septiembre de 1754. Fue admitido en la  Academia de Saint-Luc en 1760.
Trabajó para la manufactura de porcelana de Sevres. En el Museo Victoria y Alberto de Londres se conservan dos figuras de porcelana producidas a partir del modelo de Delarue.